# Philip J. Armitage
Pour les articles homonymes, voir Armitage.
Philip J. Armitage, dit Phil Armitage, né le 10 juin 1971, à Sevenoaks (Kent, Angleterre), est un astrophysicien britannique, professeur à l'Université du Colorado à Boulder. Sa recherche en astrophysique théorique et informatique se concentre sur la formation et l'évolution initiale des systèmes planétaires extrasolaires et l'astrophysique des trous noirs. Plus spécifiquement, ses thèmes spécifiques d'intérêt actuel comprennent l'étude de la nature de la turbulence dans les disques protoplanétaires et de la formation des systèmes planétaires extrasolaires terrestres.